# Bayano (Panama)
Bayano è un comune (corregimiento) della Repubblica di Panama situato nel distretto di Las Tablas, provincia di Los Santos. Si estende su una superficie di 112,8 km² e conta una popolazione di 660 abitanti (censimento 2010).